# Oxus Cavus
Oxus Cavus és una formació geològica de tipus cavus a la superfície de Mart, localitzada amb el sistema de coordenades planetocèntriques a 37.76 ° latitud N i 359.57 ° longitud E, que fa 37.87 km de diàmetre. El nom va ser aprovat per la UAI el 29 d'octubre de 2012 i fa referència a una característica d'albedo.